# Cloniophorus elongatus
Cloniophorus elongatus är en skalbaggsart som beskrevs av Hintz 1919. Cloniophorus elongatus ingår i släktet Cloniophorus och familjen långhorningar. Inga underarter finns listade i Catalogue of Life.